# Islam Samhan
Islam Samhan (arabiska: اسلام سمحان), född 1982, är en jordansk poet med palestinsk bakgrund.
Samhan har gett ut en diktsamling, Rahaqet Dhel (2008), för vilken han åtalades för att ha förlöjligat islam, bland annat för en passage där en naken kvinna talar med Gud under ett genomskinligt lakan. Han dömdes till ett år i fängelse och 10 000 jordanska dinarer i böter. Samhan var en av de 39 arabiska författare under 40 år som valdes ut till antologin Beirut 39, huvudprojektet när Beirut var Unescos bokhuvudstad 2009.